# Parectopa bosquella
Parectopa bosquella là một loài bướm đêm thuộc họ Gracillariidae. Nó được tìm thấy ở Texas, U.S.A. Nó được miêu tả bởi V.T. Chambers năm 1876.